# Parc Guilin
Le parc Guilin (chinois simplifié : 桂林公园 ; chinois traditionnel : 桂林公園 ; pinyin : Guìlín gōngyuán) est un parc public dans le district de Xuhui, à Shanghai, en Chine. Le parc est situé à la station de métro du même nom sur la ligne 12. La ligne 15, en cours de construction, s'y arrêtera également.

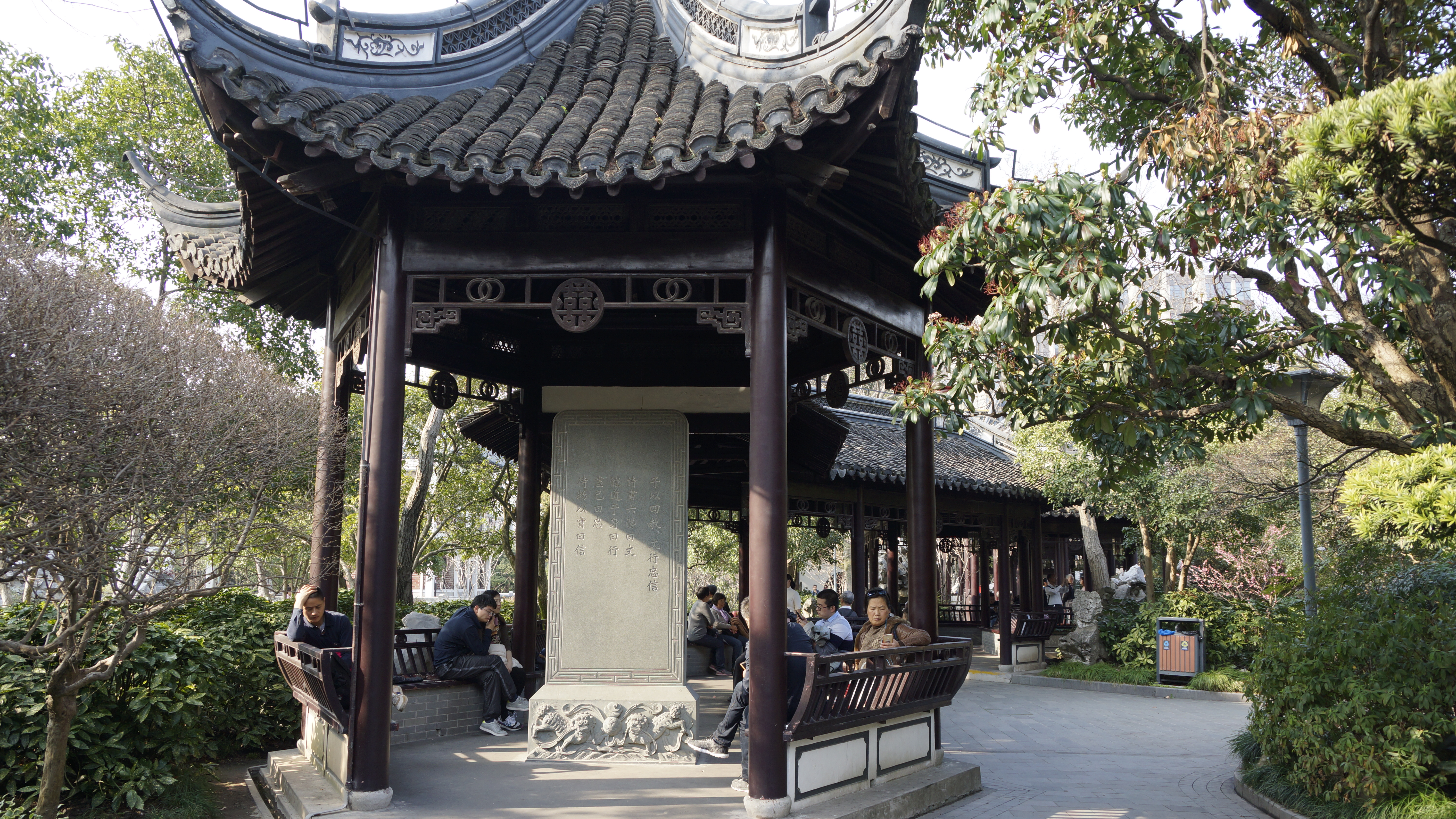
Une stèle dans le parc Guilin.

## Historique
Le parc a été créé en 1929 en tant que résidence privée de Huang Jinrong. Il couvre une superficie totale de 35 500 m2. En 1958, il est devenu un parc public entretenu par le bureau de gestion des jardins de Shanghai (Shanghai Garden Management Office). Il a reçu le nom de parc Guilin en raison des arbustes osmanthes du jardin,.

## Points d'intérêt
Comme les autres anciens jardins chinois, il est densément décoré et planté d'une grande variété d'arbres. C'est l'un des rares parcs de Shanghai à avoir conservé la plupart des aspects des jardins traditionnels chinois, avec ses portes, ses lacs, ses grottes, ses rochers, ses chemins courbes, ses pierres en forme d'animaux, ses stèles et ses pavillons. Bien que sa superficie soit relativement petite, les différentes parties du parc sont variées.
Lorsque le temps le permet, les habitants des environs viennent au parc pour jouer au go et au mahjong, chanter, faire de la musique, faire des exercices ou simplement se détendre. Un mur d'enceinte sépare le parc des rues et du ruisseau, ce qui permet de le fermer pendant la fin d'après-midi et la nuit. Le prix d'entrée est de 2 yuans[réf. nécessaire]. Juste de l'autre côté de la rue se situe le parc Kangjian, plus grand et plus moderne.